# Seconds Apart
Seconds Apart (literalmente en español Segundos de Diferencia) es una película estadounidense de terror protagonizada por Orlando Jones y por los gemelos Gary y Edmund Entin. Fue estrenada en los Estados Unidos el 28 de enero del 2011.

## Trama
Después de la muerte de cuatro estudiantes, quienes jugaban a la ruleta rusa en una fiesta de estudiantes de la misma escuela, el detective Lampkin (Orlando Jones) comienza a investigar el caso interrogando a los estudiantes de la escuela. La adolescente Katie Dunn menciona dos extraños gemelos, Jonah Trimble y Seth Trimble, y el detective Lampkin llama a los hermanos para interrogarlos. Lampkin es un hombre traumatizado que perdió a su amada esposa en un incendio y tiene cicatrices profundas no sólo en la cara, sino también en su alma. Después de la muerte de la estudiante Katie y de un pedófilo llamado Kirby, Lampkin se entera de que los gemelos tienen una conexión telepática maligna y que son capaces de hacer que la gente viva sus peores pesadillas e incluso controlarlos mentalmente para que estos se suiciden, por lo que los detiene. 
Sin embargo, sus superiores no confían en él y creen que él tiene alucinaciones después de ver cómo los interroga al ser detenidos por el detective. Él va más allá en su investigación y descubre que los gemelos malvados son el resultado de un experimento de los años 90. Mientras todo ocurre, Jonas se enamora de una chica nueva en la escuela llamada Eve, pero su hermano no quiere separarse de él, haciendo que nazcan celos hacia Eve.

## Reparto
- Orlando Jones como el Detective Lampkin.
- Gary y Edmund Entin como Seth y Jonah.
- Samantha Droke como Eve.
- Louis Herthum como Owen Trimble.
- Morgana Shaw como Rita Trimble.
- Marc Macaulayas como el Padre Zinselmeyer.
- James DuMont como Hardesty.
- Jenn Foreman como Katie Dunn.
- David Jensen como el Dr. Houska
- Leticia Jiménez como Maybel.
- Rusty Tennant como Kirby.
- Chelsea Morgan Thomas como Emily.
- T.J. Toups el vagabundo.
- Monica Acosta la profesora de español.

- Datos: Q4088149